# CD19
La protéine CD19 est un antigène leucocytaire humain retrouvé à la surface des lymphocytes B (dits improprement cellules B). Elle est un constituant essentiel du corécepteur du récepteur des lympocytes B (BCR, pour B cell receptor). Elle est encodée par le gène CD19 qui est porté par le chromosome 16 chez l'humain.

## Organisation du BCR et rôle de CD19
CD19 se trouve associée à CD21 et à CD81, toutes les trois appartenant au corécepteur des lymphocytes B. Un pathogène lié à un fragment C3d du complément va pouvoir se lier ensuite à CD21, ce qui permet l'activation du complexe CD19/CD21/CD81 de façon totale. Cette liaison induit, à l'intérieur de la cellule, une activation de la queue intracytosolique de CD19, qui subit consécutivement une phosphorylation par des tyrosines kinases associées aux lymphocytes B, notamment les kinases de la famille Src ou encore la PI3-K. Cette phosphorylation sera à la base d'une cascade de signalisation entrainant à terme l'activation de la transcription de gènes cibles du lymphocyte B afin de permettre une réponse adaptée au pathogène présent.

## Cible thérapeutique
Le blinatumomab est un anticorps monoclonal d'origine biotechnologique qui se fixe simultanément sur les lymphocytes T cytotoxiques CD3+ et sur les lymphocytes B CD19+, ce qui permet la destruction des derniers par les premiers. Il a une certaine efficacité sur certains types de leucémie aiguë lymphoblastique.
Une autre piste est la fabrication de lymphocytes T porteur d'un récepteur antigénique chimérique ciblant CD19 et autorisant la destruction des cellules CD19+. Cette thérapeutique est efficace dans certains types réfractaires de lymphomes à lymphocytes B ou dans certaines leucémies aiguës lymphoblastiques.